# Хохлово (Нюксенський район)
Хохло́во (рос. Хохлово) — присілок у складі Нюксенського району Вологодської області, Росія. Входить до складу Городищенського сільського поселення.

## Населення
Населення — 16 осіб (2010; 21 у 2002).
Національний склад (станом на 2002 рік):
- росіяни — 100 %